# Dolinsko narečje
Dolinsko narečje je poleg goričkega in ravenskega narečja eno izmed štirih glavnih narečij prekmurščine, ki ga govorijo na južnem delu Prekmurja v okolici Turnišča, Črenšovcev, Beltincev in Hotize. Prekmurska pokrajina Dolinsko nima opravka z dolino, ampak je spodnji del Ravenskega. V ljudskem jeziku se imenuje tudi markovsko ali markasto narečje. Nekoč je bilo na tem kraju zelo pogosto osebno ime Marko.
Dolinsko narečje se od ravenskega in goričkega razlikuje v glasoslovju. Glavna značilnost dolinskega govora, da se je zvočnik j ohranil kot nebni drsni j, medtem ko se ta glas v ravenskem in goriškem govoru spremeni v dž, dj, g, k in tj. Razvoj končnega -ł gre v -u.
Dolgi samoglasniški sistem v dolinskem govoru: i:/i:i̯, ü:/ü:u̯; u:/u:u̯, ö:, ie; e:i̯, ou̯; a:. Od prekmurskih govorov je dolinsko narečje kaže največ podobnosti s knjižno slovenščino in hrvaščino (predvsem s kajkavščino). Proti jugu ima hrvaški jezik velik vpliv na dolinsko narečje, ker je tamkajšnji govor precej podoben severnemu medžimurskemu kajkavskemu narečju (zlasti govoru Murskega Središča).
V stari knjižni prekmurščini so uporabili dolinski nebni drsni j, da bi bila knjižna norma podobna hrvaškemu in slovenskemu jeziku. Prekmurski katoliški kler, ki se je odločil za fuzijo h knjižni slovenščini, se je od druge polovice 19. stoletja naslanjali izključno na dolinski govor.